# Mali Rastovac
 (juin 2024).
Si vous disposez d'ouvrages ou d'articles de référence ou si vous connaissez des sites web de qualité traitant du thème abordé ici, merci de compléter l'article en donnant les références utiles à sa vérifiabilité et en les liant à la section « Notes et références ».
Mali Rastovac est un village de la municipalité de Crnac situé dans le Comitat de Virovitica-Podravina en Croatie.